# Andrew Johnson
Andrew Johnson (ur. 29 grudnia 1808 w Raleigh, zm. 31 lipca 1875 w Carters Station (hrabstwo Carter)) – 17. prezydent Stanów Zjednoczonych (1865–1869).
16. wiceprezydent Stanów Zjednoczonych (1865), urząd prezydenta objął po śmierci Abrahama Lincolna.

## Młodość i edukacja
Andrew Johnson urodził się 29 grudnia 1808 w Raleigh, jako syn Jacoba Johnsona i jego żony Mary McDonough. Kiedy miał 4 lata, zginął jego ojciec, a matka została sama z dwójką dzieci. Sześć lat później Andrew został oddany pod opiekę krawca Jamesa Shelby’ego. Jesienią 1826 rodzina przeprowadziła się do Greenville w stanie Tennessee. W ciągu całego życia Johnson nigdy nie uczęszczał do szkoły.

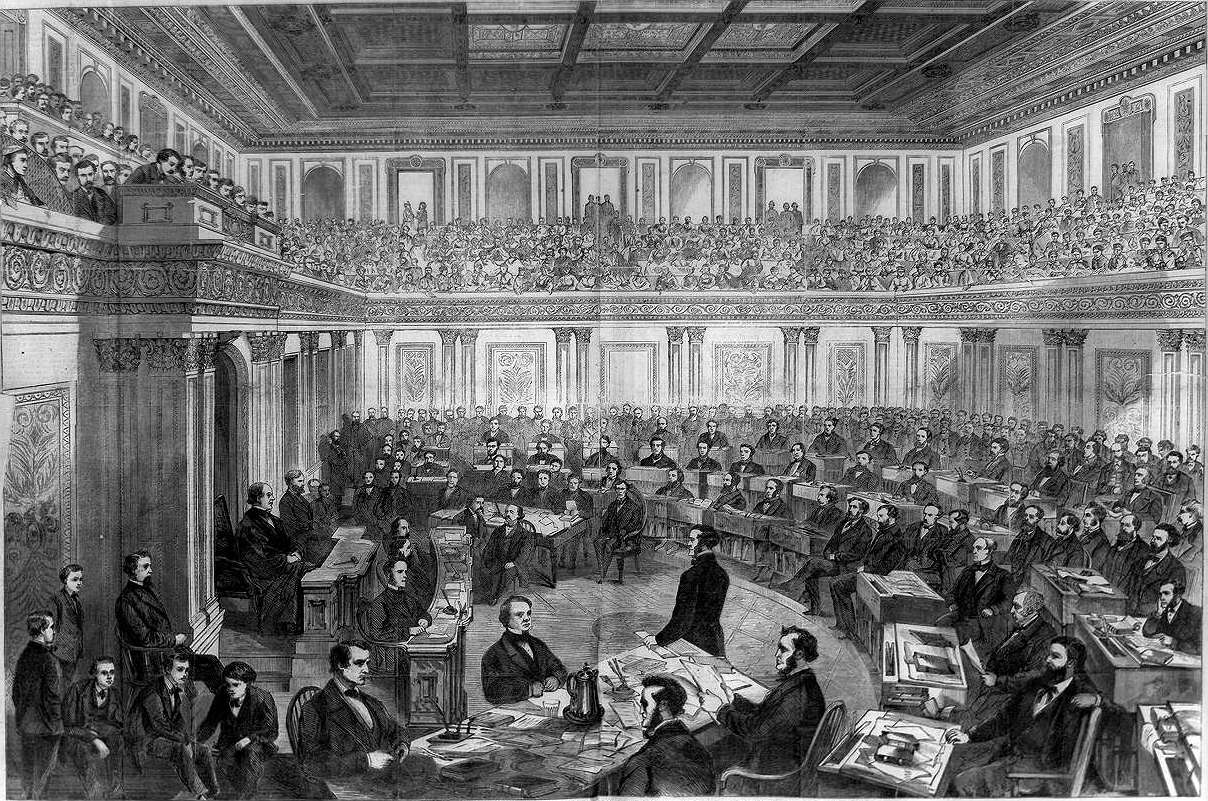
Procedura impeachmentu Andrew Johnsona w Senacie Stanów Zjednoczonych, 1868 r.

Wkrótce po ślubie, Johnson otworzył zakład krawiecki, gdzie w czasie pracy uczył się czytać i pisać. Interesując się życiem politycznym, pobierał nauki wystąpień publicznych od Sama Milligana. W roku 1828 został radnym miejskim, a dwa lata później burmistrzem Greenville. W czasie pełnienia swojej trzyletniej kadencji cały czas pracował jednocześnie jako krawiec.

## Kariera polityczna
W 1835 roku został wybrany do legislatury stanowej Tennessee i dołączył do Partii Demokratycznej. Pięć lat później wsparł Martina Van Burena w kampanii prezydenckiej, a od 1843 roku, przez dziesięć lat, zasiadał w Izbie Reprezentantów. Był zwolennikiem ludzi pracy i ich interesów, przez co jego działania nie zawsze były zgodne z ideami jego partii.
W 1853 roku, po zmianie okręgów wyborczych, został wybrany gubernatorem Tennessee i pełnił tę funkcję przez dwie, dwuletnie kadencje. Następnie, w 1857, został wybrany do Senatu USA, gdzie zasiadał przez pięć lat. W czasie pełnienia tej roli nadal opowiadał się za rządami ludzi pracy. Nie był zwolennikiem niewolnictwa, ale też go nie zwalczał, gdyż uważał je za część składową gospodarki plantacyjnej. Kiedy stany południowe postanowiły dokonać secesji, Johnson, jako jedyny senator z Południa, potępił ją, uważając to za zdradę stanu. Ponieważ plantatorzy z Tennessee również wymusili decyzję o wystąpieniu z Unii, musiał on uciekać do Kentucky. Po zajęciu części stanu przez oddziały generała Granta, Johnson powrócił i został wojskowym gubernatorem Tennessee, w randze generała brygady, mianowanym przez Abrahama Lincolna. Jego działania na rzecz jedności kraju, zaowocowały propozycją nominacji wiceprezydenckiej z ramienia Partii Republikańskiej. Lincoln uważał, że dobrze będzie mieć w gabinecie południowca i demokratę, dlatego też wysunął kandydaturę Johnsona. Po zwycięskich wyborach, pełnił rolę wiceprezydenta przez 41 dni, gdyż 15 kwietnia 1865, w wyniku zamachu, zmarł prezydent Lincoln.

## Prezydentura
Tuż po objęciu urzędu Johnson oświadczył, że będzie kontynuował politykę swojego poprzednika i nie zmieni składu rządu. 1 maja powołał sąd wojskowy, który miał sądzić zamachowców, a dzień później – wyznaczył nagrodę za aresztowanie prezydenta Konfederacji, Jeffersona Davisa. Pod koniec miesiąca zaczął stopniowo znosić restrykcje wobec stanów południowych i ogłaszając amnestię dla buntowników. Takie działanie nie podobało się radykalnemu skrzydłu republikanów, przez co w Kongresie utworzyła się silna opozycja wobec prezydenta. Sytuację Johnsona pogorszyło jego weto (później odrzucone) wobec XIV poprawki do Konstytucji. Po wyborach do Kongresu w 1866, umocnieni radykalni republikanie, wysunęli propozycje wojskowej okupacji Południa, pozbawienia białych mieszkańców praw obywatelskich i całkowite uwolnienie czarnoskórych niewolników. 2 marca 1867 radykałowie przegłosowali ustawę, wprowadzającą stan wojenny na terenach Konfederacji, zawierającą klauzulę pozbawiającą Johnsona stanowiska naczelnego dowódcy sił zbrojnych. Jednocześnie uchwalono ustawę, która zakazywała prezydentowi odwołania członka rządu, bez zgody Senatu. Mimo to, Johnson zdymisjonował sekretarza wojny Edwina Stantona (5 sierpnia) i powołał na jego miejsce Ulyssesa Granta. Jednak w styczniu 1868 Grant zrezygnował, twierdząc że prezydent chce go wciągnąć w rozgrywki polityczne. Wobec tego, 21 lutego Johnson powołał na to stanowisko generała Lorenza Thomasa. Taka sytuacja spowodowała, że Republikanie złożyli w Izbie Reprezentantów wniosek o impeachment, za zdradę stanu, który został przegłosowany po dwudniowej debacie, stosunkiem głosów 126:47. Przewodniczącym trybunału sędziowskiego został prezes Sądu Najwyższego Salmon Chase, a sprawa trafiła pod rozpatrywanie do Senatu, który musiał przegłosować wniosek większością 2/3, by uznać Johnsona winnym. W czasie procesu prezydent chciał się bronić osobiście, lecz stanowczo odradzali mu to jego doradcy. W zamian, często spotykał się z dziennikarzami w Białym Domu, co zapoczątkowało praktykę konferencji prasowych późniejszych polityków. Kiedy proces zbliżał się do końca, 30 spośród 54 senatorów opowiadało się za uznaniem winy prezydenta. Dwunastu popierało Johnsona, a pozostali byli niezdecydowani. W ostatniej chwili pięciu niezdecydowanych zdecydowało się poprzeć wniosek oskarżenia, zatem do przegłosowania brakowało jednego głosu. 7 maja ogłoszono czterodniową przerwę w obradach, w czasie której toczyła się ostra propaganda w prasie. 11 maja czterech niezdecydowanych senatorów oświadczyło, że będzie głosować za uniewinnieniem, a pięć dni później dołączyło do nich kolejnych dwóch. Oznaczało to, że jedynym niezdecydowanym senatorem pozostał Edmund G. Ross z Kansas. 16 maja 1868 odbyło się głosowanie nad wnioskiem, w czasie którego senator Ross uznał prezydenta niewinnym, wobec czego do przegłosowania zabrakło jednego głosu. Oskarżyciele starali się jeszcze powtórzyć głosowanie 26 maja, jednak rezultat był taki sam – 35 za zdjęciem z urzędu, a 19 przeciw.
W zakresie polityki zagranicznej, prezydent głównie opierał się na zdaniu swojego sekretarza stanu Williama Sewarda. Jego głównym obszarem zainteresowań był dostęp do Indii Zachodnich. Z tego też powodu, Seward chciał nabyć Wyspy Dziewicze oraz Hawaje. W obu przypadkach nie udało się przeprowadzić aneksji, z powodu nieprzychylnego prezydentowi Senatu. Seward planował także nabyć lub zaanektować Santo Domingo, jednak rezolucję odrzucono w Izbie Reprezentantów. Po zakończeniu wojny secesyjnej rozpoczęto także rokowania z Rosją na temat zakupu Alaski. Seward i poseł rosyjski w Waszyngtonie Edward de Stoeckl, wynegocjowali sumę 7,2 milionów dolarów. Układ został podpisany 30 marca 1867 roku, a Senat przegłosował go stosunkiem głosów 37:2. Został zatwierdzony przez prezydenta 28 maja. Izba Reprezentantów zwlekała z wydatkowaniem wymaganej sumy i zdecydowała się na to dopiero 18 maja 1868 roku.
W czasach prezydentury Johnsona, Stany Zjednoczone nawiązały stosunki dyplomatyczne z Chinami – w 1868 roku do USA przybyła 30-osobowa delegacja chińska, pod przewodnictwem Ansona Burlingame’a. Podpisał on później z Williamem Sewardem poprawkę do układu z Tiensin z 1858 roku. Mówiła ona, że Stany Zjednoczone nie będą ingerowały w integralność terytorialną Chin i oba kraje będą respektowały prawa obywateli do zmiany przynależności państwowej.
W dniach 4-9 lipca 1868 w Nowym Jorku odbywała się konwencja Partii Demokratycznej. Johnson chciał ubiegać się o drugą kadencję prezydencką, jednak nominację otrzymał Horatio Seymour, w 22. głosowaniu. Wybory wygrał jednak kandydat Republikanów – Ulysses Grant.

## Emerytura i śmierć
Po opuszczeniu Białego Domu, Johnson powrócił do Tennessee. W latach 1869 i 1873 przegrał wybory do obu izb Kongresu. W 1874 ponownie ubiegał się o mandat senatora, który udało mu się otrzymać dopiero w 55. głosowaniu. Ponownie uzyskał przewagę tylko jednego głosu. Kilka miesięcy później wyjechał na urlop do Carters Station, by odwiedzić córkę. 31 lipca zmarł w wyniku ataku serca. Został pochowany na cmentarzu w Greenville.

## Życie prywatne
Mając osiemnaście lat, Andrew Johnson poślubił o dwa lata młodszą od siebie Elizę McCardie. Ich ślub odbył się 5 maja 1827. Johnsonowie mieli dwie córki i trzech synów.